# Hybomitra mai
Hybomitra mai är en tvåvingeart som först beskrevs av Liu 1959.  Hybomitra mai ingår i släktet Hybomitra och familjen bromsar. Inga underarter finns listade i Catalogue of Life.